# Nymula gnosis
Nymula gnosis är en fjärilsart som beskrevs av Jean Baptiste Boisduval 1836. Nymula gnosis ingår i släktet Nymula och familjen Riodinidae. Inga underarter finns listade i Catalogue of Life.